# Marijan Cipra
Marijan Cipra (Zagreb, 22. kolovoza 1940. – Zagreb, 2. svibnja 2008.), hrvatski filozof i prevoditelj. Sin hrvatskog skladatelja  Mila Cipre.

## Životopis
Rođen je u Zagrebu, gdje je 1958. završio klasičnu gimnaziju. 1964. diplomirao je filozofiju i komparativnu književnost na Filozofskom fakultetu, gdje je 1975. i doktorirao. Od 1964. na istom fakultetu radi kao asistent, od 1989. kao docent na katedri za povijest filozofije. 1991. godine je umirovljen. Radio je na projektu "Filozofija i duh kršćanstva", u kojem je filozofiju i kršćanstvo smatrao stupovima europske duhovnosti. Umro je 2008. godine u Zagrebu.
Ciprino djelo (doktorsku disertaciju) Metamorfoze metafizike (1978., drugo izdanje 1999.) mnogi smatraju jednim od najvažnijih djela hrvatske filozofije 20. stoljeća. Nasuprot tada dominantnim filozofskim strujama, Cipra u Metamorfozama, na temelju promišljanja grčke filozofije i pod utjecajem neoplatonizma, kasnog Schellinga i antropozofije Rudolfa Steinera, razvija osebujan filozofski nazor. Kritičke stavove protiv marksizma iznosi u svom članku Mišljenje revolucije kao revolucija mišljenja, a protiv tada u Hrvatskoj sve popularnije filozofije Martina Heideggera u članku Kao da nas samo još jedan Heidegger može spasiti?.
U kasnijoj fazi djelovanja Cipra radi na izgradnji "metafizike kao filozofijske teologije koja će staviti Krista u središte svojih razmatranja". Objavljivao je u časopisima Kritika, Naše teme, Pitanja. Također je prevodio filozofsku literaturu s njemačkog jezika.

## Djela (izbor)
- Metamorfoze metafizike: duhovno-znanstveni pojam povijesti filozofije, Čakovec : "Zrinski", 1978.
- Misli o etici, Zagreb : Školska knjiga, 1999.
- Spoznajna teorija, Zagreb : Matica hrvatska, 2007.
- Uvod u filozofiju, Zagreb : Matica hrvatska, 2007.

## Vanjske poveznice
Mrežna mjesta
- Marijan Cipra, Uvod u filozofiju  Arhivirana inačica izvorne stranice od 8. prosinca 2015. (Wayback Machine), osvrt i ulomci iz knjige
- Tonči Valentić, Najbolja hrvatska filozofija  Arhivirana inačica izvorne stranice od 8. prosinca 2015. (Wayback Machine), Vijenac 173, 19. listopada 2000.
- Lada Žigo, Vječna filozofija u čitljivu ruhu  Arhivirana inačica izvorne stranice od 8. prosinca 2015. (Wayback Machine), Vijenac 243, 26. lipnja 2003.